# Torhaus Aurora
Torhaus Aurora ist ein Gemeindeteil der Gemeinde Bischbrunn im unterfränkischen Landkreis Main-Spessart in Bayern.

## Geographie
Die Einöde liegt in der Gemarkung Bischbrunner Forst in einer Lichtung etwas unterhalb des Geiersberges (586 m ü. NHN), dem höchsten Berg im Spessart, an der Staatsstraße 2312 (früher Bundesstraße 8). Nördlich fallen die Hänge zum Heinrichsbach, im Süden zum Oberlauf des Schleifbaches ab.

## Geschichte
Das Torhaus Aurora hatte einst zwei wichtige Bedeutungen. Es war ein Zollhaus zwischen früheren Territorien und ein Eingangstor in einen historischen Wildpark.
Das Torhaus wurde an einer historischen Hauptstraße errichtet. Diese nach Frankfurt führende Straße wurde bereits im Jahr 839 als „heristrata“ (Heerstraße) erwähnt. Später war es die Poststraße von Frankfurt nach Würzburg. Sie wurde um 1770 nach französischem Vorbild als Chaussee geschottert und im 20. Jahrhundert als Bundesstraße 8 ausgebaut. Bis mindestens 1789 saßen im Torhaus Aurora Geleitzöllner und Chausseegeldeinnehmer. Danach wurde es 1796 zu einem Forsthaus umgebaut. Dabei wurde das hölzerne Falltorhaus durch den jetzigen Steinbau ersetzt.
Um das Jahr 1700 ließ der Mainzer Kurfürst Franz von Schönborn im Bischbrunner Forst ein etwa 10 km² großes Wildgehege errichten. 1730 wurde das Gebiet auf 11 km² erweitert. Das Torhaus Aurora war zu dieser Zeit ein Eingang ins Gehege. Als das Gebiet zum Königreich Bayern kam, wurde der Park zum fast 60 km² großen Königlich Bayerischen Wildpark erweitert. Den Wildpark umgrenzte ein etwa 50 km langer Zaun. Er begann in Erlenfurt, führte über den Weihersgrund zum Torhaus Aurora und weiter nach Schollbrunn. Von dort aus führte er über Altenbuch und Hundsrück nach Rohrbrunn, wo das Jagdschloss Luitpoldshöhe erbaut wurde. An Weibersbrunn und Lichtenau vorbei, führte der Zaun zurück nach Erlenfurt. Zu dieser Zeit gab es mehrere Zugänge zum Wildpark: Inneres und Äußeres Regenstor, Rindtor, Rehtor, Höhentor, Klein Törchen, Steinhirscheltor, Frickengrundtor, Kreuzsteintor, Kreuztor, Rohrwiesentor und Steintor. Am Regenstor wurde ein Stück des historischen Zauns rekonstruiert. Der Königlich Bayerische Wildpark grenzte im Osten an den Fürstlich Löwensteinschen Wildpark.